# 民丹島
民丹島，或音译宾坦岛（Pulau Bintan/Negeri Segantang Lada）是印度尼西亞廖内群岛最大的島嶼。該島分為兩個行政區：民丹縣和丹戎檳榔市。丹戎檳榔市位於該島西南方，是島上最大的城市，亦為廖內群島省省會。早在15世紀，鄭和下西洋的記載中就已提及。由於地理上位於著名的印中海上貿易線的交叉口，曾是馬來和武吉士軍隊權利之爭的焦點，與此同時吸引了葡萄牙、荷蘭、阿拉伯和英國商人的注意。
民丹島人口約有四十萬人，全島面積約1173平方公里。離新加坡很近，乘搭渡輪於樟宜機場附近的渡口出發，只需45分鐘。該島聞名於海濱飯店和度假區的沙灘；其中最知名的是面積達300公頃的民丹島度假村。印度尼西亞政府正推廣民丹島為繼峇里島之後的下一個最佳旅遊目的地。

## 歷史

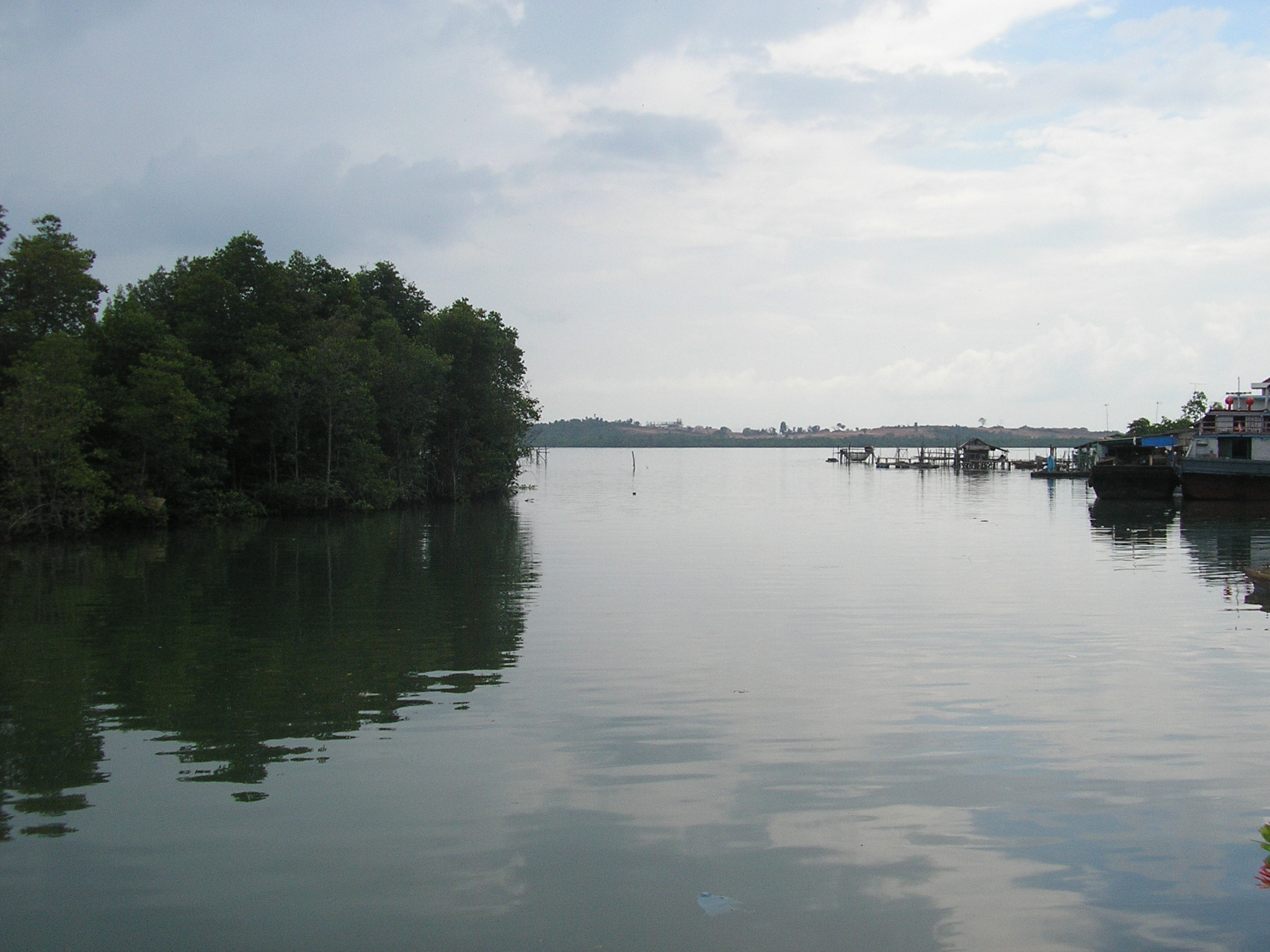
丹戎檳榔市一景

由於民丹島在印度洋貿易路線上的戰略要衝，自古以來便是兵家必爭之地。除了當地原住民族馬來人和布吉人外，葡萄牙人、荷蘭人、阿拉伯人和英國人都相繼對民丹島展開過佔領與殖民。馬來人和布吉人之間的許多大大小小的衝突，以及與外國入侵勢力之間的戰事，都是民丹島歷史的一部分。
自宋朝起即有對民丹島的紀錄，有考古學家在島上發現了大量的中國陶瓷，其中一些可追溯至北宋時期；而根據中國船隻的航海日誌記載，民丹島被稱為「海盜島」。從 16 世紀開始，柔佛蘇丹國的蘇丹將他們的國家從柔佛、廖內和林加群島之間遷移過來。
1521年，葡萄牙人在擴張殖民地的過程中，在爪哇的孫大島上建造要塞，這是因為他們收到了國王指示要摧毀英國人在印度、斯里蘭卡和蘇門答臘建立的四個要塞。然而，葡萄牙人未能攻陷位於麻六甲海峽的要塞，隨後也在攻佔亞齊的戰役中敗下陣來。隨後，葡萄牙之後大舉進攻蘇丹馬末沙在民丹島的基地，不過在數次戰爭後柔佛蘇丹國成功守下民丹島。1524 年，柔佛蘇丹國擊退了了由葡萄牙人控制的馬六甲。民丹島首次在政治上發揮重要性，雖然葡萄牙人最終在1526年摧毀了島上的要塞，但幾年後柔佛蘇丹國在馬來半島上重新建立了新的首都。

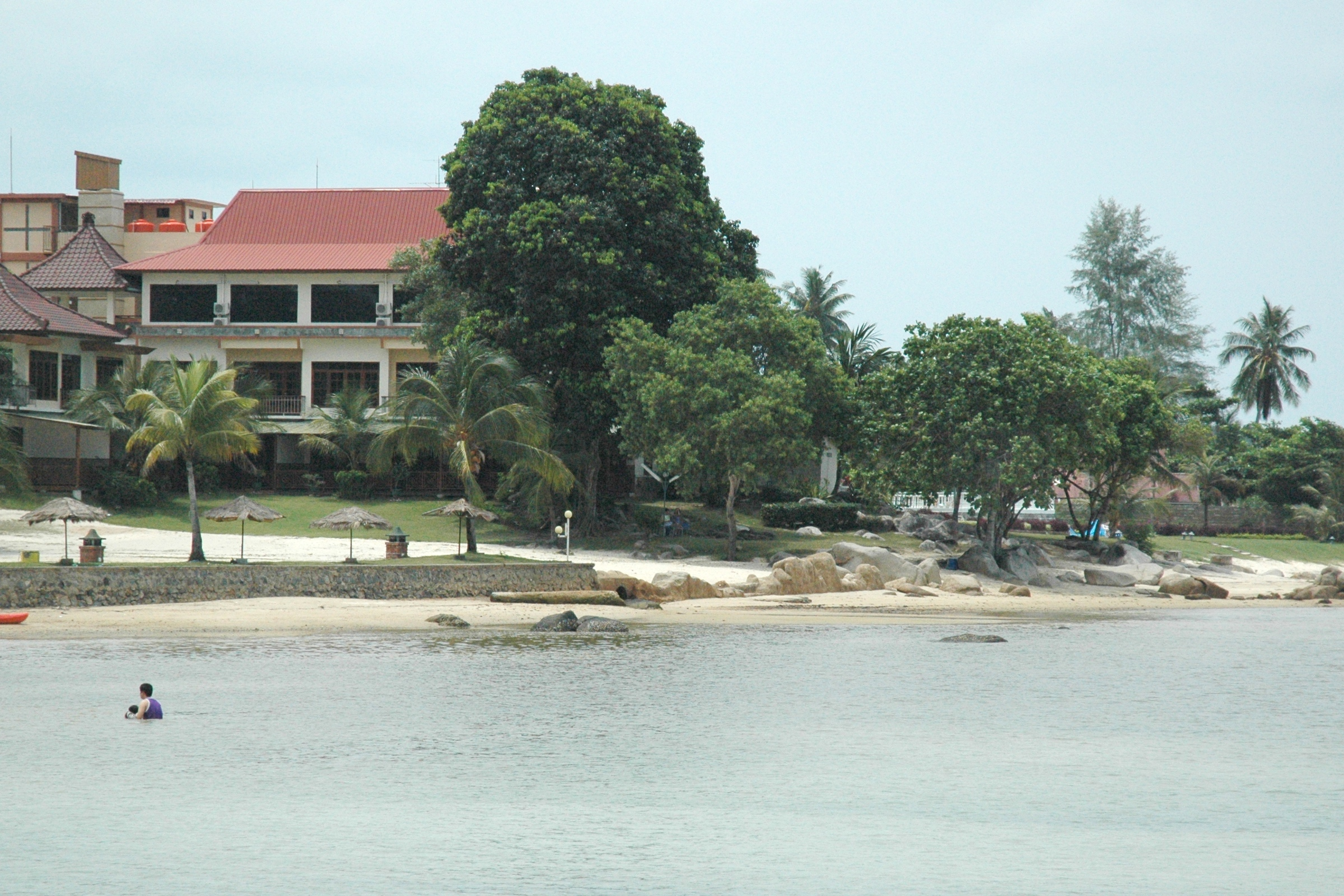
民丹島的海灘度假村

18 世紀初，柔佛蘇丹國再度陷入政治動盪，因為布吉人取得了對國家的控制。蘇丹國的首都遷回民丹島，並將民丹島打造成一個強大的貿易港，吸引了四面八方的商人，以及包括華裔在內的移民，得以與三百年前馬六甲的榮景相比。在18世紀末，荷蘭人擊敗了民丹島的統治者並掌控了該島，開始了對民丹島的統治；這也使得當地的貿易走向衰弱。
歐洲列強想要控制這個繁榮的港口。在這段時期，佔有檳城的大英帝國積極地想要擴張他們在馬六甲海峽的控制權，因為他們力求牽制荷蘭在東南亞的擴張。英國人有考慮過佔領民丹島，不過隨著蘇丹國局勢混亂，英國抓住了這個機會佔領了新加坡島，由此民丹島作為貿易港口的重要性也衰退了。
1824年，英國人與荷蘭人簽訂英荷條約，劃分了英國人在馬來半島、荷蘭人在蘇門答臘及周邊群島的統治範圍，確立了民丹島歸屬荷屬東印度的版圖中。直到1945年印度尼西亞獨立為止，民丹島都隸屬於荷屬東印度。在第二次世界大戰期間，日本佔領了馬來半島與周邊地區，而隨著印尼獨立，最終民丹島為印度尼西亞領土的一部份。

## 地理
廖內群島有3200個島嶼，而民丹島是其中最大的島嶼，位於巴淡島東邊10公里。民丹島海岸線長105公里，地形高高低低。廖內群島省是印度尼西亞的一個省，包含廖內群島、納土納群島、阿南巴斯群島和林加群島；2004 年 7 月，廖內群島從現有的廖內省分離出來成立新的省，首府設於丹戎檳榔市。儘管面積比巴淡島大，但人口卻較為稀少。
民丹島上最高的山是 Bintan Besar，海拔 360 公尺，山頭上覆蓋著茂密的熱帶森林。在爬上這座山後，能在頂端可俯瞰整個民丹島的風光。要攀登這座山的話，可以從山腳下的村落 Kampung Sekuning 出發，這個村落距離丹戎檳榔有 60 公里遠。
因為地理位置接近赤道，民丹島終年陽光普照；也不同於傳統的春夏秋冬四季，而是分為從 11 月至 3 月的東北季風和從 6 月至 10 月的乾燥西南季風，年降雨量變化在 2,500–3,000 毫米之間。該島的溫度平均為 26 °C ，全年都相當穩定。3 月至 11 月初是較為乾燥和晴朗的季節，而冬季從 11 月下旬持續到 3 月，較為多雨。

## 經濟
1824年的英荷條約確立了英國與荷蘭在東南亞地區的勢力範圍，而民丹島再次受到荷蘭的統治。隨著區域政治變遷，民丹島逐漸喪失其權力與政治中心的地位，島嶼過往的榮景如今被鄰近的巴淡島和新加坡所掩蓋。由於新加坡面積有限，新加坡在二十世紀末規劃了新加坡-柔佛-廖內三角區，並與印尼政府簽署協議，投資民丹島與巴淡島。
民丹島的經濟以旅遊為中心，利用其鄰近新加坡的特色，打造成為新加坡人的渡假勝地。1991年，印尼政府批准了民丹島的度假區相關計畫，旨在發展度假區、工業園區和水力項目。根據為民丹島所制定的總體規劃，產業重心將會放在旅遊、工業區及農產加工上，並引入新加坡的資金，如新加坡技術工業公司、華昌國際（專精於度假村開發）及當地的銀行。因此，曾經荒蕪偏遠的民丹島現已成為新加坡的工業區塊與跨國企業設立專業投資區的選擇，同時為印尼創造了數千名就業機會。這個工業區協議與巴淡島工業園區合作。根據所規劃的農業項目，民丹島上預計將對新加坡出口豬肉，並建立海鮮加工廠。未來將計劃養殖石斑魚、鯿魚等養殖漁業。在工業產業方面，已投入生產的產業包括了鋁土礦、高嶺土、花崗岩、白砂和鋅礦等。印度尼西亞政府也規劃在民丹島發展石油工業與塑膠製造業。
為了配合民丹島發展的大型計畫，印尼政府1991年開始啟動對島內的基礎建設，總投資達1.7億美元。由於島嶼在建設機場前只能通過渡輪抵達，因此優先建設碼頭設施（即 Bandar Bentan Telani 渡輪碼頭）。目前島上有三個渡輪碼頭和兩個貨運商港。

### 觀光業
民丹島海水清澈蔚藍，沙灘白淨，海洋生態則相當豐富，因此觀光業相當發達。島上有濃綠斑斕的熱帶植物、銀色的綿長沙灘、碧藍的海岸、各種國際級度假酒店。島上的酒店為渡假（Resort）形式，休閒設施都相當完善，此外，每家渡假酒店都有屬於自己的海灘，附屬的海上運動中心皆可提供房客們從事各種豐富的海上活動，例如風帆、橡皮艇、潛水、釣魚、獨木舟和香蕉船等等。島上興建了多個高爾夫球場，其中更是27洞的錦標賽場（包括18洞的海景球場與9洞的森林球場）。
民丹島也很倚重觀光業，其整合度假區管理高度依賴國際旅遊產業，並以民丹島度假村為核心發展度假旅遊經濟。根據2016年的記錄，旅客人數持續增加，僅拜訪本島的人數就超過60萬人次。大部分的旅客來自新加坡、韓國和日本。

### 公路車賽
環民丹島自行車賽是UCI旗下UCI業餘世界錦標賽下的一站，每年吸引超過世界各地1200名業餘騎士參加。環民丹島的比賽以壯麗的海岸道路、茂密的綠色森林以及其節慶且充滿活力的氛圍聞名。

## 交通
要前往民丹島可以透過渡輪或飛機到達。島上有兩個渡輪碼頭，分別是北部的Bandar Bentan Telani 渡輪碼頭，經營往返新加坡丹那美拉碼頭（近樟宜機場）的航線；以及在丹戎檳榔市區的渡輪碼頭（Sri Bintan Pura港口），可以往返廖內群島的其他島嶼，也經營往返新加坡與馬來西亞新山的航程。
島上也有一座名為拉賈·哈吉·斐薩比里拉國際機場的機場，目前僅經營國內線。嘉魯達印尼航空計劃將以此機場作為新的樞紐機場，作為暫時性的中繼站。